# Valle de Tobalina
Valle de Tobalina é um município da Espanha na província de Burgos, comunidade autónoma de Castela e Leão, de área 157,493 km² com população de 1042 habitantes (2007) e densidade populacional de 6,79 hab/km².

## Demografia
| Variação demográfica do município entre 1991 e 2004 | Variação demográfica do município entre 1991 e 2004 | Variação demográfica do município entre 1991 e 2004 | Variação demográfica do município entre 1991 e 2004 |
| --------------------------------------------------- | --------------------------------------------------- | --------------------------------------------------- | --------------------------------------------------- |
| 1991                                                | 1996                                                | 2001                                                | 2004                                                |
| 1088                                                | 1096                                                | 1048                                                | 1069                                                |